# Saadevra fasciata
Saadevra fasciata är en insektsart som beskrevs av Henry Fairfield Osborn 1923. Saadevra fasciata ingår i släktet Saadevra och familjen dvärgstritar. Inga underarter finns listade i Catalogue of Life.